# Lake George (villa)
Lake George es una villa ubicada en el condado de Warren en el estado estadounidense de Nueva York. En el año 2000 tenía una población de 985 habitantes y una densidad poblacional de 624 personas por km².

## Geografía
Lake George se encuentra ubicada en las coordenadas 43°25′33″N 73°42′43″O / 43.42583, -73.71194.

## Demografía
Según la Oficina del Censo en 2000 los ingresos medios por hogar en la localidad eran de $33,000, y los ingresos medios por familia eran $45,625. Los hombres tenían unos ingresos medios de $29,318  frente a los $24,792 para las mujeres. La renta per cápita para la localidad era de $20,077. Alrededor del 11.1% de la población estaban por debajo del umbral de pobreza.